# Yeknam
Yeknam (persiska: یکنم) är en ort i Iran.   Den ligger i provinsen Gilan, i den nordvästra delen av landet, 180 km nordväst om huvudstaden Teheran. Yeknam ligger 1 433 meter över havet och antalet invånare är 152.
Terrängen runt Yeknam är kuperad norrut, men söderut är den bergig. Runt Yeknam är det ganska glesbefolkat, med 48 invånare per kvadratkilometer. Närmaste större samhälle är Jīrandeh, 6,6 km väster om Yeknam. Trakten runt Yeknam består i huvudsak av gräsmarker.